# Naz Mitrou-Long
Nazareth Jersey Mitrou-Long, detto Naz (Mississauga, 3 agosto 1993), è un cestista canadese naturalizzato greco, di origini trinidadiane.

## Biografia
È il fratello di Elijah Mitrou-Long, anch'egli cestista.

## Carriera

### High school
Ritenuto uno dei top prospects del Canada, Long venne eletto il 7th-best player in Canada da North Pole Hoops. Nel 2011 ha partecipato al All-Canada Classic. Ha giocato con Tristan Thompson e Cory Joseph.

### College
Ha giocato al college dal 2012 al 2017, per Iowa State Cyclones. Nato in Mississauga, Ontario, ha giocato nella high school per Father Michael Goetz nella sua città natale. 
Nella stagione da matricola Naz gioca 18 gare, segnando una media di 1.4 punti e 1.0 assists. Nella stagione seguente gioca tutte le 36 gare, di cui 7 in quintetto base, segnando una media di 7.1 punti a partita con il 40% da dietro l'arco, finendo quarto nei Big 12 per percentuale e settimo per tiri da 3 punti realizzati. Nell'anno da junior gioca tutte le 34 gare, partendo 33 volte in quintetto. Nell'anno da senior Mitrou-Long ha dovuto rimanere fuori per gran parte della stagione, a causa di problemi all'anca. Dopo aver giocato le prime otto partite non è più riuscito a rientrare. Per questi motivi ha ottenuto una medical redshirt dal Big 12, divenendo eleggibile per la stagione 2016-2017. In questa stagione ottiene un career-high di 37 punti con 8 su 12 da tre e viene scelto nell'All-Big 12 Second Team.

### Professionista
Nel 2017 ha partecipato alla NBA Summer League con i Sacramento Kings. In seguito ha giocato un totale di 20 gare di regular-season con Utah Jazz e Indiana Pacers.
Il 30 luglio 2021, approda per la prima volta in carriera in Europa, firmando con la Pallacanestro Brescia, dove partecipa alla Lega Basket Serie A (LBA) 2021-2022.. Disputa un'ottima stagione e viene eletto Rookie of the year
Il 27 giugno 2022 l'Olimpia Milano annuncia di aver raggiunto un accordo biennale con il giocatore.
Il 27 giugno 2023 viene annunciato il suo passaggio allo Zalgiris Kaunas.

## Palmarès
- Campionato italiano: 1

Olimpia Milano: 2022-2023
- Campionato greco: 1

Olympiakos: 2024-2025
- Coppa di Grecia: 1

Olympiakos: 2023-2024
- Supercoppa greca: 1

Olympiakos: 2024